# Ipothalia cambodgensis
Ipothalia cambodgensis là một loài bọ cánh cứng trong họ Cerambycidae.